# Floret

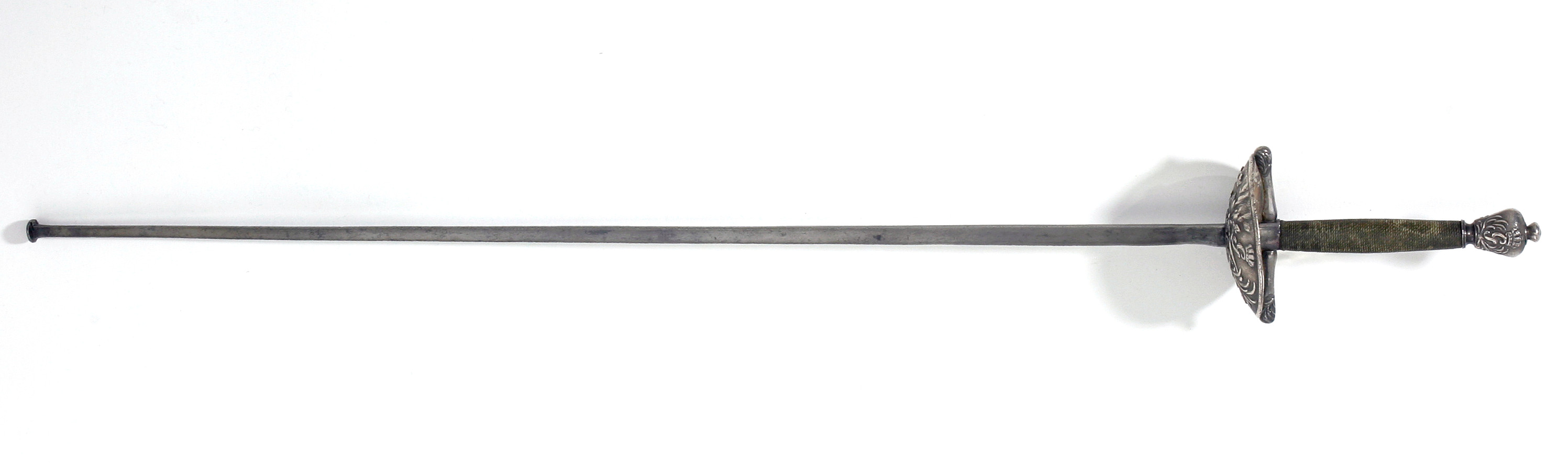
Floret, XVIII w.

Floret – sportowa broń biała (zaliczana do broni kolnych).

## Historia
Historycznie w Europie zachodniej floret był jedyną bronią kolną używaną na salach szermierczych, mimo że pojedynkowano się powszechnie na szpady. Z powodu odmienności w polu trafienia i zasadach walki dochodziło do sytuacji, w których doświadczeni szermierze ginęli w pojedynku na szpady ze znacznie słabszymi przeciwnikami. Dopiero koniec XIX wieku przyniósł wprowadzenie szpad do francuskich sal szermierczych i rozdzielenie nauczania szpady i floretu. Aktualnie floret obok szpady i szabli sportowej jest jedną z dyscyplin szermierki olimpijskiej.

## Budowa współczesnego floretu

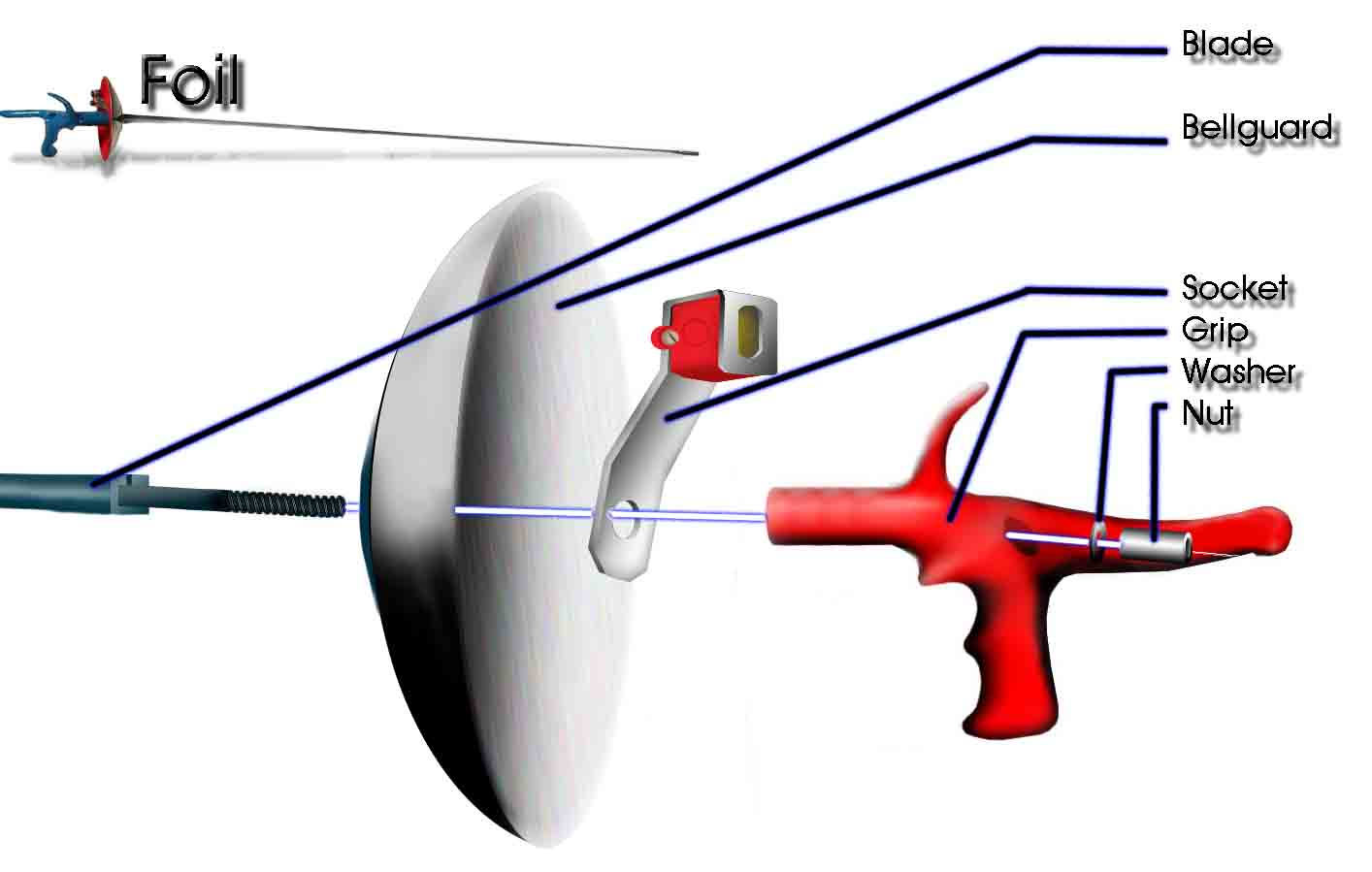
Budowa współczesnego floretu

Floret w szermierce sportowej różni się od broni używanej w latach 50. XVI wieku.
Jest bezpieczny, zakończony przyciskiem (tzw. puntą) i gdy się go wciśnie, to wyda sygnał na aparacie. Gdy trafi się w kamizelkę elektryczną, którą ma na sobie przeciwnik, to na aparacie zapali się światło kolorowe (czerwone lub zielone, zależy, pod który jest podpięty), lecz gdy w tzw. pole nieważne (czyli poza obrębem kamizelki), to zapali się światło białe.
Punta jest zakończeniem długiej klingi. Klinga dzieli się na ostrze oraz płaz. Wykonana jest z metalu.
Na początku klingi jest zamieszczona garda (częściej używany w środowisku zawodników kosz), która chroni dłoń przed mocniejszym uderzeniem. Jest wytrzymała, okrągła i wykonana z metalu.
Do gardy przymocowany jest uchwyt trzymany w ręku.
Uchwyt może mieć różne kształty:
- francuski – długa, prosta rączka pokryta gumą
- belgijski – krótka rączka, wyrobiona do kształtu ręki (najczęściej używana)
- włoski – dziś już nie używana, długa i prosta rączka, starsza wersja francuskiej, z dwoma bolcami

Broń na ogół ma długość 110 cm. Istnieją różne długości floretu: 0, 2, 5 (5 – to właśnie 110 cm).
Przez klingę przechodzi przewód elektryczny. Przeprowadzony jest przez kosz i z niego wychodzi gniazdko, w które wpina się kable szermiercze (element stroju szermierczego). Drugi koniec kabla szermierczego przypinany jest do tzw. wędki (łączy aparat z przewodem zawodnika).